# 마리아노 디 바이오
마리아노 디 바이오(이탈리아어: Mariano Di Vaio, 1989년 5월 9일 ~ )는 이탈리아의 블로거이다. 주로 패션을 취급한다.